# Radau (krater)
Radau är en nedslagskrater på planeten Mars. Kratern har en diameter på ungefär 109 km.
1973 uppkallades den efter astronomen Rodolphe Radau.